# NG Cars
NG Cars (anfänglich: NCG Design oder N.C.G. Design) war ein britischer Hersteller von Bausatzfahrzeugen. Die Autos von NG waren zumeist dem Design von Sportwagen der Vorkriegszeit angelehnt, und teilweise orientierten sie sich an konkreten Vorbildern; exakte Nachbildungen waren sie allerdings nicht. Der Markenname lautete NG.

## Unternehmensgeschichte
NG Cars wurde 1979 von Nick Green gegründet. Das Unternehmen war in Milford on Sea ansässig, einer Gemeinde in der südenglischen Grafschaft Hampshire. Green leitete in den 1970er-Jahren die Speedwell Motor Company, die unter anderem Kit Cars der Marke Arkley (John Britten Garages) vertrieb. Beeindruckt vom kommerziellen Erfolg des Arkley, eines Umbausatzes für den MG Midget, entschied sich Green für die Produktion eigener Bausatzautos.
Die ersten Modelle des nach seinen Initialen NG bezeichneten Betriebs waren von den Aston-Martin-Sportwagen der 1930er-Jahre inspiriert, später kamen Nachbauten von MG-Roadstern der frühen 1950er-Jahre hinzu. Diese Modelle waren die erfolgreichsten Fahrzeuge von NG; sie entstanden in vierstelliger Stückzahl. Frühe NG-Modelle nutzten die Mechanik und die Antriebstechnik des MGB. Nachdem die Preise für MGBs Mitte der 1980er-Jahre stark angestiegen waren und somit eine Verwendung des MGB als bloßes Spenderfahrzeug nicht mehr wirtschaftlich war, stellte NG auf Technikkomponenten von Morris und Ford um. Die NG-Bausätze galten als vollständig und hochwertig; das Unternehmen warb damit, dass die Komplettierung eines Autos innerhalb von 10 Stunden möglich sei.
1987 verkaufte Green die Rechte an den bisherigen Modellen an seinen Kunden Peter Fellowes, der die Fahrzeuge zunächst mit seiner TA Motor Car Company anbot, bevor er sie 1989 in Pastiche Cars umbenannte. Pastiche geriet 1991 in Insolvenz, woraufhin GTM die Produktionsrechte an den NG-Modellen übernahm.
Nach dem Verkauf der bisherigen Produktpalette entwickelte Nick Green ab 1988 einen geschlossenen Sportwagen im Stil eines MG TF, der ab 1989 als Fertigfahrzeug verkauft werden sollte. Aus wirtschaftlichen Gründen kam eine Serienproduktion jedoch nicht zustande. 1989 gab NG die Fahrzeugproduktion auf.
Der Markenname NG wurde ab 2002 von dem Sportwagenhersteller Findhorn Cars genutzt, der zu dem ursprünglichen Unternehmen NG Cars keine Beziehung hatte. Findhorn Cars wurde am 21. Februar 2012 aufgelöst.

## Modelle
- NG Tycoon: Das erste Modell von NG Cars. Es handelte sich um einen keilförmigen Sportwagen mit Flügeltüren und einem vor der Hinterachse positionierten Achtzylindermotor von Rover. Das Fahrzeug entstand 1979; NG produzierte lediglich einen Prototyp, danach wandte sich das Unternehmen Fahrzeugen mit klassisch inspiriertem Design zu.
- NG TA: ein von 1979 bis 1987 produzierter offener Zweisitzer, der sich am Aston Martin International orientierte. Er gilt als einer der ersten Bausatzfahrzeuge, die auch in Details dem Stil der Zeit, aus dem das zitierte Vorbild stammt, entspricht (sog. period correct replica). Die TA Motor Car Company und Pastiche Cars setzten die Produktion bis 1991 fort. Insgesamt entstanden etwa 410 Exemplare des TA.

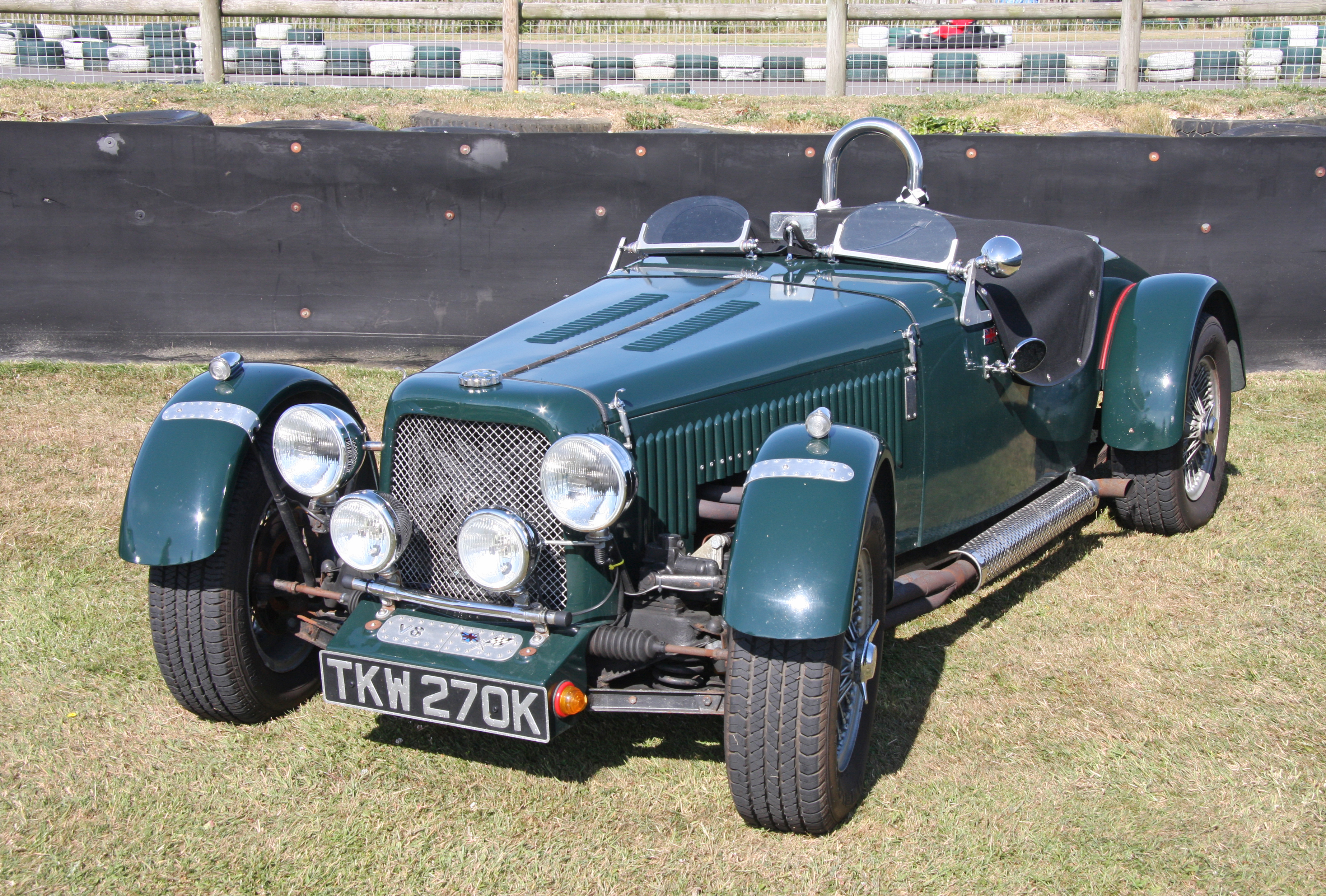
NG TC

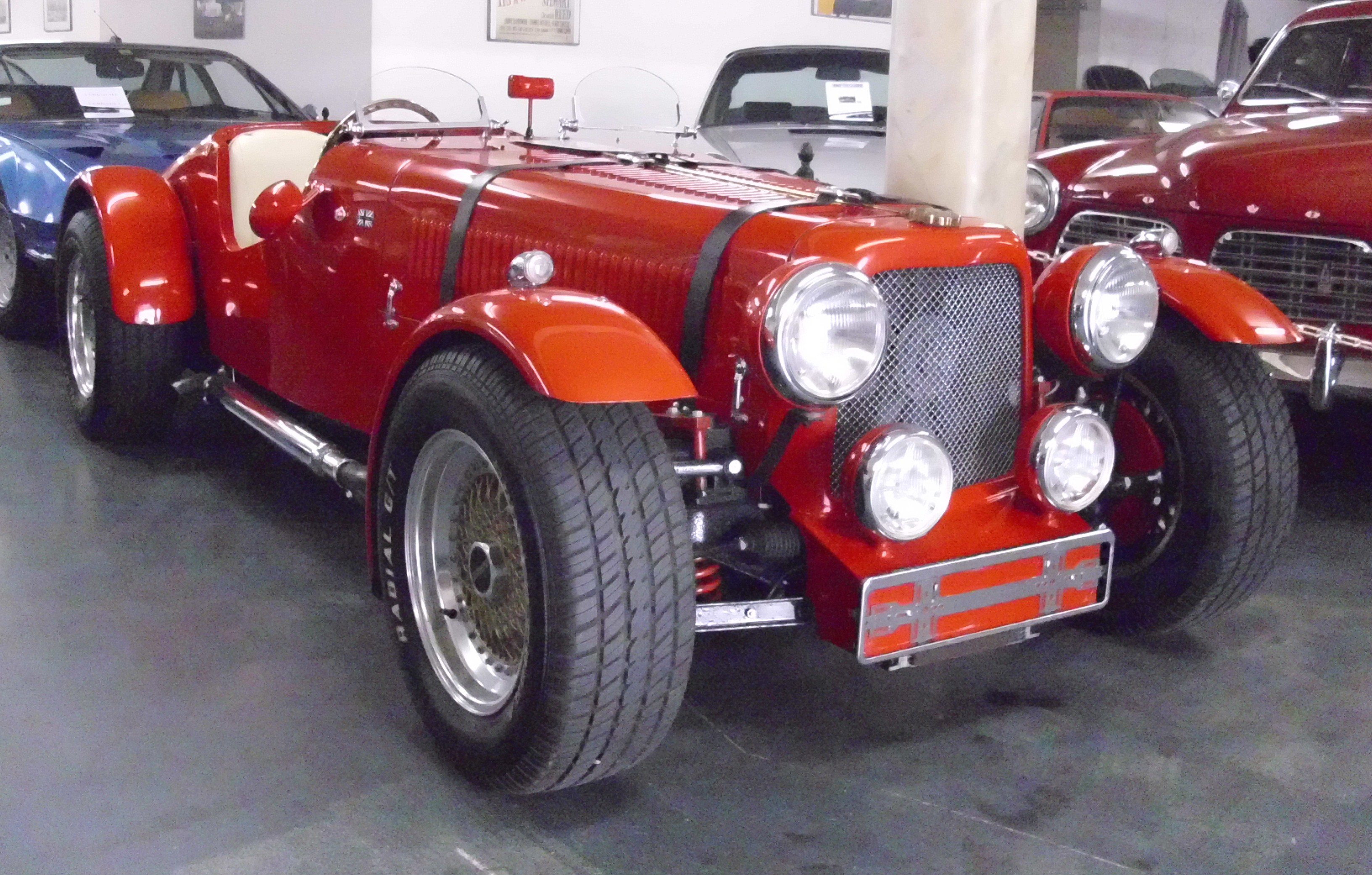
NG TCR

- NG TC: ein „leicht“[5] vom Aston Martin Ulster inspirierter offener Sportwagen mit MGB-Mechanik. Im Vergleich zum Original war die Karosserie des TC geglättet; das Auto hatte eine fest stehende Windschutzscheibe, und der Auspuff war an der Fahrzeugunterseite verlegt. Eine als TCR bezeichnete Version war mit dem 3,5 Liter großen Achtzylindermotor von Rover ausgestattet. Ab 1990 wurde er als Pastiche Gladiator verkauft und konnte wahlweise mit mechanischen Komponenten vom Morris Marina ausgestattet werden. Findhorn bot ein ähnlich konzipiertes Fahrzeug an. Insgesamt entstanden mehr als 400 Exemplare des TC, 10 davon in der V8-Version.
- NG TD: eine 2+2-sitzige Variante des NC, von der etwa 100 Exemplare produziert wurden. Auch von ihr gab es im Findhorn-Programm einen Ableger.
- NG TF: ein am MG TF orientierter Zweisitzer, der das erfolgreichste Modell von NC Cars war. Insgesamt entstanden mehr als 1200 Fahrzeuge dieses Modells. Die Technik konnte wahlweise vom MGB, vom Morris Marina oder vom Ford Sierra übernommen werden. Außerdem war auch hier eine Ausrüstung mit Rovers V8-Motor möglich; diese Version konkurrierte mit dem Morgan Plus 8.
- NG Speedwell Spectra: Ein Umbausatz für den MG Midget, der lediglich die Frontpartie umfasste. Er enthielt neue Stoßstangen, einen modifizierten Kühlergrill und einen auffallenden Frontspoiler. Der Umbausatz kostete 1.200 £. Er war fast halb so teuer wie ein fabrikneuer Midget. Der Spectra war kein wirtschaftlicher Erfolg. Von ihm entstanden von 1979 bis 1983 lediglich 10 Exemplare.
- NG Saloon: Ein geschlossener Sportwagen mit geschwungenen Kotflügeln und abfallendem Heck. Das 1988 als Prototyp konzipierte Auto basierte auf der Technik des Rover SD1. Die Karosserie bestand aus Aluminium. Als Antriebsquellen waren Sechs- und Achtzylindermotoren von Rover vorgesehen. Für ein komplett ab Werk zusammengebautes Auto wurden Preise zwischen 24.000 und 30.000 £ genannt, sodass der Saloon teurer war als ein fabrikneuer Jaguar. Der Saloon ging nicht in Serienproduktion. NG fertigte lediglich einen Prototyp.